# エボロクマブ
エボロクマブ（Evolocumab、開発コード：AMG-145）は脂質異常症の治療薬の一つである。モノクローナル抗体で、完全ヒト抗体であり、前駆蛋白変換酵素サブチリシン/ケキシン9(PCSK9)を阻害するよう設計されている。
PCSK9は肝細胞表面に発現しているLDL受容体を分解し、肝臓がLDL-C（悪玉コレステロール）を血中から除去する能力を低下させる。エボロクマブはこのPCSK9に結合して、PCSK9とLDL受容体との結合を阻害し、LDL受容体が分解されることを防ぎ、肝臓のLDL-C分解能を維持する。

## 承認状況
米国では2014年8月に生物学的製剤承認申請書(BLA)が提出され、2015年8月に既存の治療で効果不充分な患者についての使用が承認された。
欧州では2014年9月に医薬品販売承認申請(MAA)が提出され、2015年7月に承認された。
日本では2015年3月に製造承認申請され、2016年1月に承認された。

## 副作用
治験での副作用の発現率は9.9%であり、その内訳は、糖尿病(1.4%)、注射部位反応(0.7%)、肝酵素異常(0.7%)、CK（CPK）上昇(0.7%)、頚動脈内膜中膜肥厚度増加(0.7%)、筋肉痛(0.7%)などであった。

## 作用機序
エボロクマブはPCSK9に対するモノクローナル抗体である。PCSK9は肝臓で産生される蛋白質で、肝細胞表面のLDL受容体をリソソームに送り分解する役割を持つ。LDL受容体は血流のLDL-Cを捕捉して肝細胞内に取り込み代謝する。エボロクマブはPCSK9と結合してLDL受容体の分解を妨げ、結果的にLDL-Cの異化を促進する。

## 臨床試験
2014年1月、第III相臨床試験GAUSS-2試験(Goal Achievement After Utilizing an Anti-PCSK9 Antibody in Statin Intolerant Subjects-2)の結果が発表された。スタチン不忍容の高コレステロール血症患者において、主要評価項目（12週時点のLDL-C値の減少率、10週・12週時点の平均LDL-C減少率）がいずれも目標を達成したとされた。エゼチミブと比較したLDL-Cの減少率は、第II相のGAUSS試験の結果と一致していた。
GAUSS-2試験では307名の患者（少なくとも2つのスタチンで筋骨格系の副作用により臨床量を投与できなかった患者）でエボロクマブの安全性、忍容性、有効性が評価された。患者は4群（エボロクマブ140mg隔週皮下注射+偽薬経口投与、エボロクマブ420mg/月皮下注射+偽薬経口投与、偽薬隔週皮下注射+エゼチミブ10mg経口投与、偽薬月1回皮下注射+エゼチミブ10mg経口投与）に無作為に割り付けられた。
安全性は各群間で概ね一致していた。多く見られた副作用は、頭痛（エボロクマブ群：7.8%、エゼチミブ群：8.8%）、筋肉痛（エボロクマブ群：7.8%、エゼチミブ群：17.6%）、極度の疼痛（エボロクマブ群：6.8%、エゼチミブ群：1.0%）、筋痙攣（エボロクマブ群：6.3%、エゼチミブ群：3.9%）であった。
心筋梗塞、虚血性脳梗塞、一過性脳虚血発作後の再発リスクを下げることを目的としてスタチンを用いたコレステロール低下療法が実施される。
第III相臨床試験FOURIER試験では、コレステロールをさらに50%減少させる事でこれらのリスクを低減できるか否かを検討する。試験は最長5年間実施される。同試験では、心筋梗塞、虚血性脳梗塞、一過性脳虚血発作の既往があり高用量スタチンを使用中の脂質異常症患者にエボロクマブを追加し、イベントの再発や他の心血管イベントの発症を評価する。
日本ではこれらとは別に第III相のYUKAWA-2試験（StudY of LDL-Cholesterol Reduction Using a Monoclonal PCSK9 Antibody in Japanese Patients With Advanced Cardiovascular Risk）が実施された。心血管系リスクの高い高コレステロール血症患者が対象となるスタチン併用試験で、主要評価項目である投与12週目までのベースラインからのLDL-C値の変化率等が統計学的に有意に増大（LDL-C減少）した。